# T. J. Thyne
Thomas Joseph Thyne (Boston, 7 de março de 1975) é um ator estadunidense.
Ficou conhecido com seu papel como Dr. Jack Hodgins na série de TV Bones (em língua portuguesa, Ossos). Porém, trabalha desde 1998, tendo feito participações em inúmeras séries de TV (como CSI Miami, Justiça sem Limites, My Wife and Kids, Half to Half, Charmed, NCIS, Friends) e filmes ("Do que as Mulheres Gostam", onde interpretou um dos clientes da Coffee Shop onde a personagem de Mel Gibson assedia a personagem de Marisa Tomei) e "O Grinch" (onde dá vida ao rapazinho Stu Lou Who, um dos habitantes de Quemlândia).
Fez tambem participação especial em Friends, como um obstetra e em CSI Las Vegas como funcionário do Supermercado.

## Filmografia parcial
| Ano       | Título                         | Personagem                 | Notas                                                        |
| --------- | ------------------------------ | -------------------------- | ------------------------------------------------------------ |
| 1998      | Dharma and Greg                | Sports Shoe Shop Assistant | "Yes, We Have No Bananas (or Anything Else for That Matter)" |
| 1998      | Friends                        | Doctor Oberman             | "The One Hundredth"                                          |
| 1999      | Kenan and Kel                  | Restaurant Patron          | "Freezer Burned"                                             |
| 2000      | Critical Mass                  | Karl Wendt                 |                                                              |
| 2000      | The Sky Is Falling             | Kid                        |                                                              |
| 2000      | Erin Brockovich                | David Foil                 |                                                              |
| 2000      | How the Grinch Stole Christmas | Stu Lou Who                |                                                              |
| 2000      | What Women Want                | Coffee Shop Customer       |                                                              |
| 2000      | The Parkers                    | Man Getting Married        | Wedding Bell Blues                                           |
| 2001      | Heartbreakers                  | Bellhop                    | sem créditos                                                 |
| 2001      | Ghost World                    | Todd                       |                                                              |
| 2001      | How High                       | Gerald                     |                                                              |
| 2001      | The Thick                      | Kevin                      | "The Funeral"                                                |
| 2002      | That 80's Show                 | Frank                      | "Tuesday Come Over"                                          |
| 2003      | Something's Gotta Give         | Waiter                     |                                                              |
| 2004      | NCIS                           | Carl                       | "One Shot, One Kill"                                         |
| 2004      | Cold Case                      | Kip Crowley (1985)         | "Greed" - Season 1 Episódio 20                               |
| 2004      | My Wife and Kids               | Pizza Delivery Guy         | "Outbreak Monkey"                                            |
| 2004      | Angel                          | Lawyer                     | 3 Episódios                                                  |
| 2004      | Without a Trace                | Duncan                     | "Light Years"                                                |
| 2004      | CSI: Crime Scene Investigation | Bag Boy                    |                                                              |
| 2004      | Charmed                        | Whitelighter Danny         |                                                              |
| 2004–2005 | Huff                           | Neil                       | 3 Episódios                                                  |
| 2005      | The O.C                        | Larry Bernstein            | 1 Episódio                                                   |
| 2005      | My Wife and Kids               | Bondy, the Retreat Manager | "Silence is Golden"                                          |
| 2005      | CSI: NY                        | Ron Lathem                 | Tri-Borough                                                  |
| 2005      | 24                             | Jason Gerard               | "11:00 p.m.–12:00 a.m."                                      |
| 2005–2017 | Bones                          | Jack Hodgins               | Main Cast                                                    |
| 2007      | Validation                     | Hugh/Co-producer           | Curta-metragem                                               |
| 2011      | Shuffle                        | Lovell Milo                |                                                              |
| 2011      | The Pardon                     | Father Richard             |                                                              |
| 2011      | Stop                           | Man/Director/Writer        | Curta-metragem                                               |
| 2012      | The Finder                     | Jack Hodgins               | 1 Episódio "Little Green Men"                                |